# Vigilància massiva
La vigilància massiva és la vigilància complexa d'un conjunt sencer o fracció important de la població. La vigilància sovint l'exerceixen els governs o agències governamentals, però també pot ser duta a terme per empreses, ja sigui en nom dels governs o per iniciativa pròpia. La legalitat de la vigilància massiva i els permisos necessaris per dur-la a terme varien en funció de les lleis de cada país i dels seus sistemes judicials.
Sovint s'ha citat la necessitat de disposar d'una vigilància massiva per a lluitar contra el terrorisme, per a evitar el malestar social, per a protegir la seguretat nacional, per a lluitar contra la pornografia infantil i per a protegir els nens. Per contra, s'ha criticat la vigilància massiva amb la mateixa regularitat que se l'ha defensat, pel fet de violar el dret a la privacitat, limitar els drets i les llibertats civils i polítiques, i per ser il·legal en alguns sistemes jurídics o constitucionals. Hi ha el temor que l'augment de la vigilància massiva en última instància pot conduir a un estat totalitari on la dissidència política es vegi soscavada per programes de contra-intel·ligència. De vegades es fa referència a un estat d'aquest tipus com a estat policial.

## Vigilància massiva a la Xina
A la Xina comunista cada ciutadà tenia un dossier sobre les seues activitats transgressores anomenat dang'an.
A la Xina el 2014 el Consell Estatal de la Xina publicà el pla de vigilància massiva mitjançant un sistema de puntuació social aplicat a tots els ciutadans. Fins al 2020 la participació és voluntària, mentre que a partir del 2020 serà obligatori. Aquest és l'anomenat "Sistema de crèdit social."
Durant aquest període de prova que s'executa abans del 2020, el govern cedí la tecnologia a vuit empreses que treballen amb dades massives.

### Sesame Credit
Entre les empreses escollides, destaca el projecte Sesame Credit, gestionat per una filial d'Alibaba, Ant Financial Services Group (AFSG). Sesame Credit col·labora amb Didi Chuxing (una empresa de tecnologies per al transport federat), Baihe (una empresa d'aparellament per a tindre cites). Alhora, va implementar a Alipay, una app de pagament que en fan ús més de 500 milions d'usuaris.
Actualment, la mateixa aplicació disposa d'un sistema de puntuació que, segons esmenten, serveix com atractiu pels usuaris a utilitzar-la. Si aquests són “lleials”, podran gaudir de beneficis com descomptes o regals exclusius. Si els aportes informació personal, com les factures que has pagat, les compres fetes per la targeta de crèdit o vincules l'app amb els teus contactes, Alipay ho emmagatzema tot i et crea un pentàgon personalitzat basat en aquestes branques de nivell econòmic, l'ús que li fas aquesta, la qualitat del teu cercle, etc. deixant-hi una puntuació. Com més donis, més creix aquest número i aquest pentàgon. Fins i tot anima a l'usuari a compartir el seu marcatge a les seves xarxes socials, demostrant que es un ciutadà de confiança.
Es llançà un programa pilot a una dotzena de localitats el 2018.